# Delfa Ivanić
Delfa Ivanić (ur. 6 marca 1881 w Podgoricy, zm. 14 sierpnia 1972 w Belgradzie) – serbska działaczka. Jako pierwsza Serbka otrzymała Medal Florence Nightingale.

## Życiorys
Delfa Ivanić urodziła się 6 marca 1881 w Podgoricy. Matka zmarła w 1886 roku, a dwa lata później ojciec książę Ivan Musić. Została adoptowana przez Mihaila Bogicevicia, który był ministrem budownictwa. Ukończyła Podstawową i Wyższą Szkołę Kobiet w Belgradzie, a następnie studiowała chemię w Genewie. Przerwała studia w 1899 roku, gdy zmarł jej opiekun. Po powrocie do Serbii pracowała jako nauczyciela w serbskiej szkole w Skopju. Tam w 1901 roku wyszła za mąż za serbskiego konsula Ivana Ivanicia. Podczas II wojny światowej nie zgodziła się na współpracę z Niemcami, dlatego zakazano pracy Koła sióstr serbskich, a Ivanić za współpracę z podziemiem aresztowano w 1944 roku. Uwolniona przez partyzantów została ponownie aresztowana przez władze komunistyczne. Zwolniona pod naciskiem pisarza i polityka Jašy Prodanovicia, za list z prośbą o ułaskawienie Dragoljuba Mihailovicia została ponownie aresztowana, a jej własność skonfiskowana. Zabroniono również działalności Koła sióstr serbskich, którego przewodniczącą była w latach 1941–1946. Po wyjściu z więzienia wycofała się z udziału w życiu publicznym. Zmarła 14 sierpnia 1972 roku w Belgradzie.

## Działalność
W 1903 roku razem z Nadeždą Petrović założyła Kolo srpskih sestara. W 1912 roku podczas I wojny bałkańskiej założyła VI Szpital Rezerwowy dla rannych w Belgradzie. Kolejny powstał we wrześniu 1912 roku jako szpital Koła sióstr serbskich we Vračarze. W 1915 roku w Londynie założyła towarzystwo wspierające Serbów Srpsko potporno udruženje. Dzięki jego działalności 500 serbskich uczniów mogło zamieszkać w Oksfordzie i Birmingham. We współpracy ze Stanką Lozanić zorganizowała Komitet Serbskich Kobiet w Paryżu i Nicei. Jego zadaniem było poszukiwanie pomocy finansowej i wysyłanie paczek do żołnierzy w obozach jenieckich w Niemczech i Austro-Węgrzech. W ramach pracy humanitarnej podróżowała do Salonik, Triestu i Rijeki, gdzie prowadziła wykłady na temat działalności kobiecych stowarzyszeń humanitarnych.
Była pierwszą Serbką, która została odznaczona Medalem Florence Nightingale. Medal ten w 1962 roku przekazała Serbskiemu Towarzystwu Medycznemu.

## Odznaczenia
- 1920 Medal Florence Nightingale[5]

## Upamiętnienie
- 2015 Jasmina Milanović Delfa Ivanic: Zaboravljene uspomene[1]